# Chamalychaeus miyazakii
Chamalychaeus miyazakii s a loài của ốc nhiệt đới có nắp, là động vật thân mềm chân bụng sống trên cạn thuộc họ Cyclophoridae.
Đây là loài đặc hữu của Nhật Bản.